# Huppaye
Huppaye is een dorp in de Belgische provincie Waals-Brabant en een deelgemeente van Ramillies. Huppaye ligt in het noorden van de gemeente.
In de deelgemeente ligt ten oosten van het dorpscentrum het gehucht Molembais-Saint-Pierre.

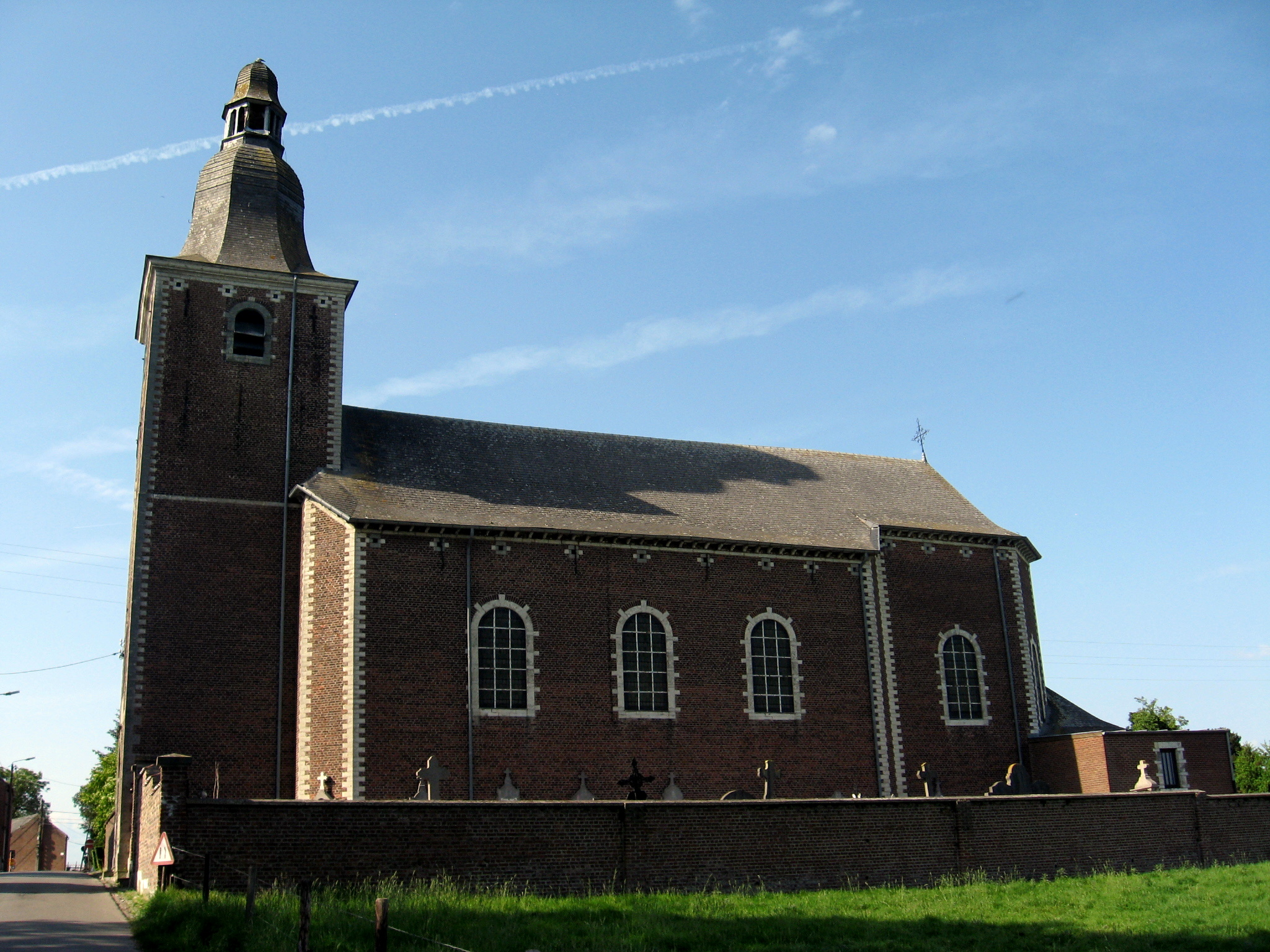
De Église Saint-Jean-Baptiste

## Geschiedenis
Op de Ferrariskaart uit de jaren 1770 is het dorp weergegeven als Huppays, met net ten oosten het dorp Molembais StPierre.
In 1977 werd Huppaye een deelgemeente van Ramillies.

## Bezienswaardigheden
- De Sint-Jan de Doperkerk (Église Saint-Jean-Baptiste), een classicistisch kerkgebouw van 1766, in 1983 als monument beschermd.
- De Commanderie van Chantraine, opgericht door de Orde van Sint-Jan rond 1175, met gebouwen daterend uit de 17e, 18e en 19e eeuw.

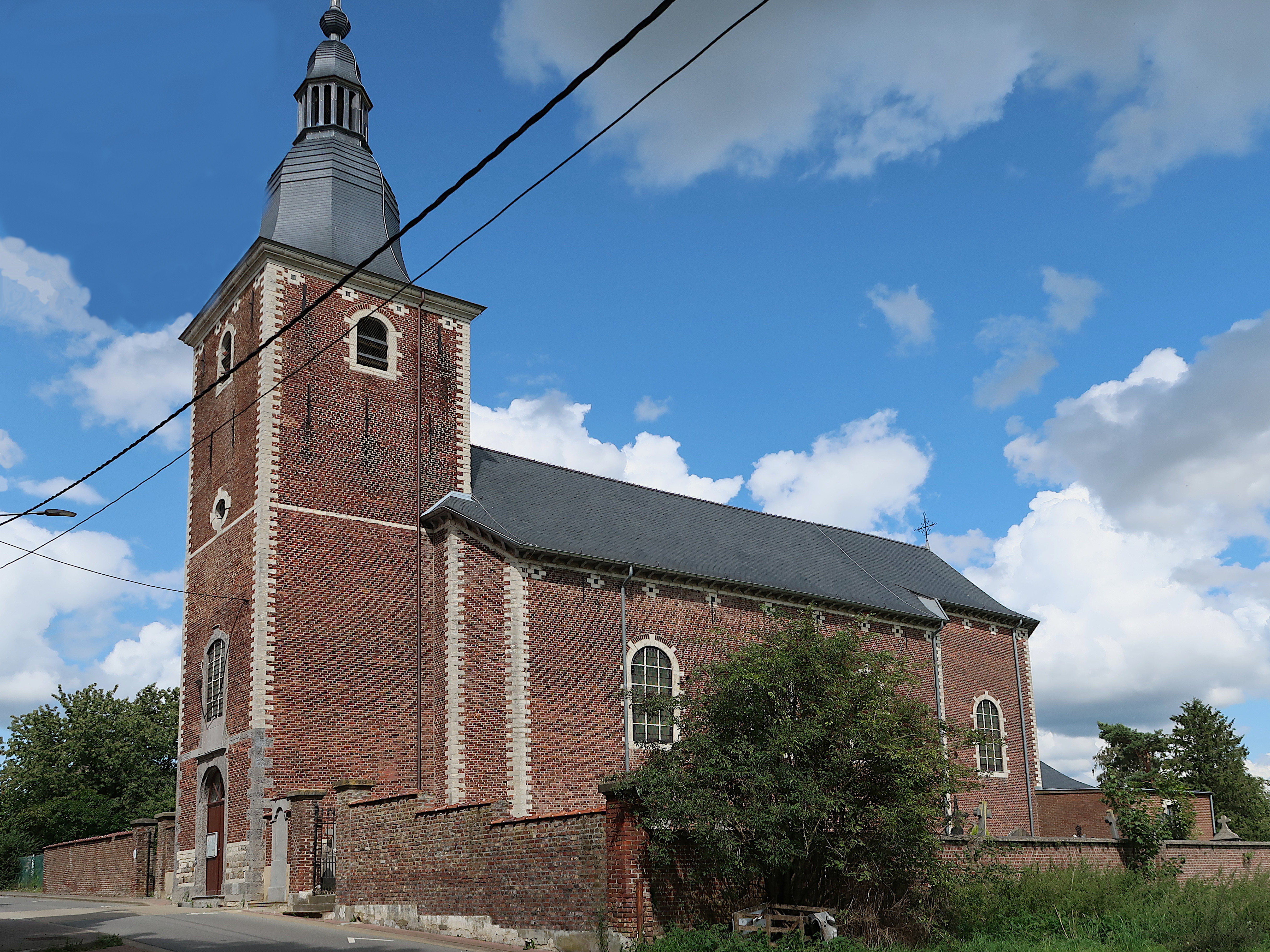
De kerk Saint-Jean-Baptiste van Huppaye
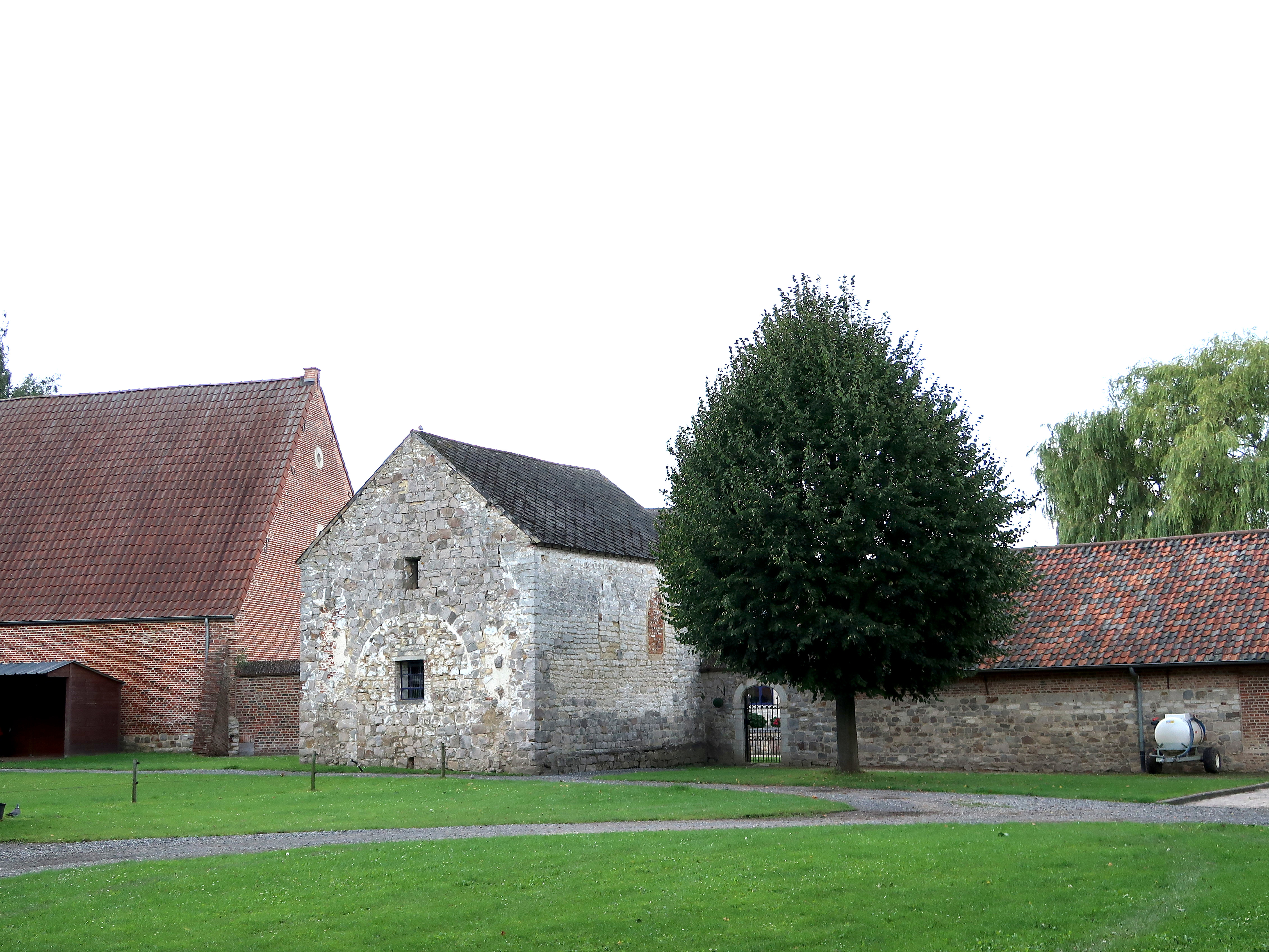
De Commanderie van Chantraine
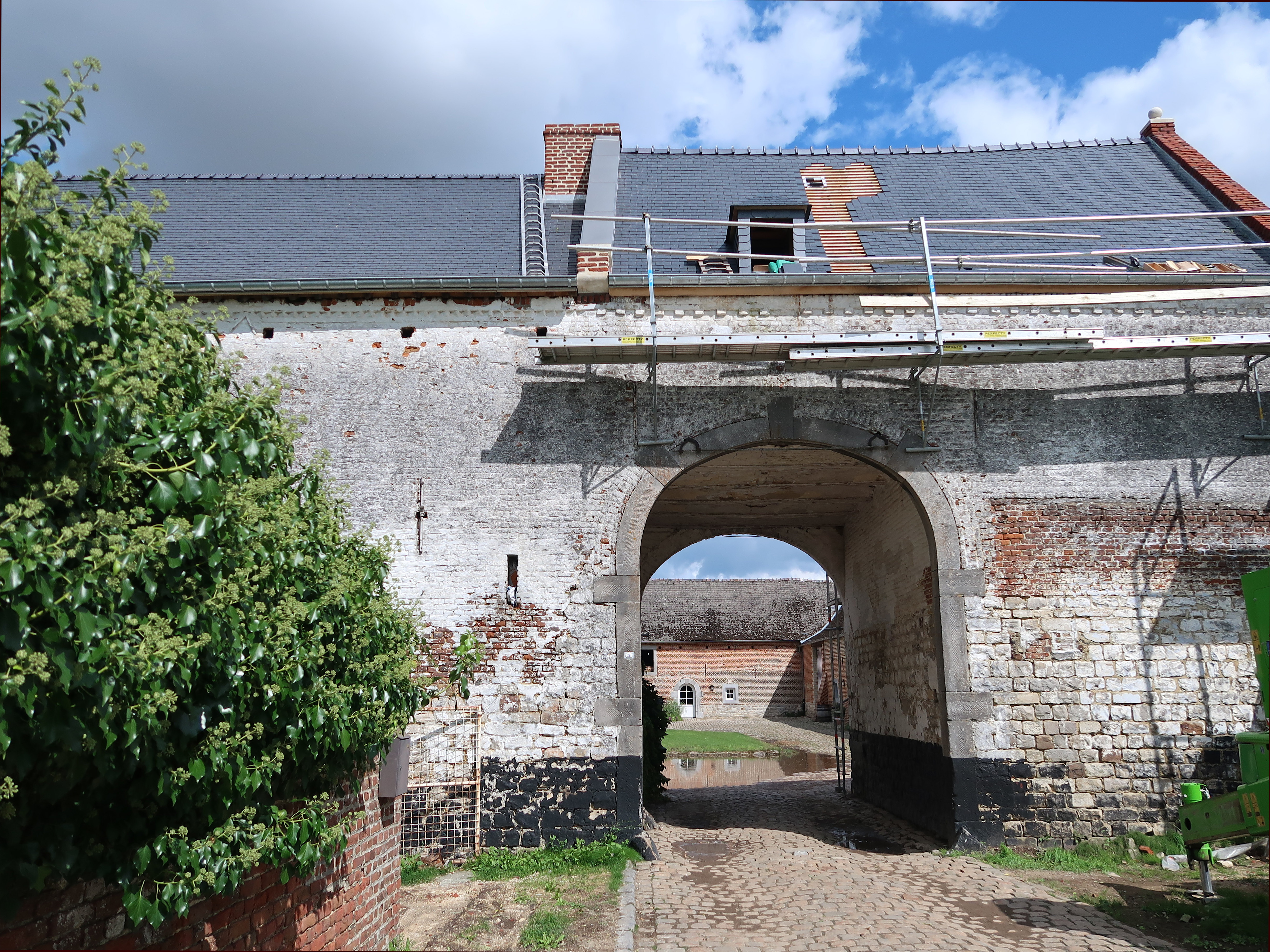
Hoeve Le Grand Château
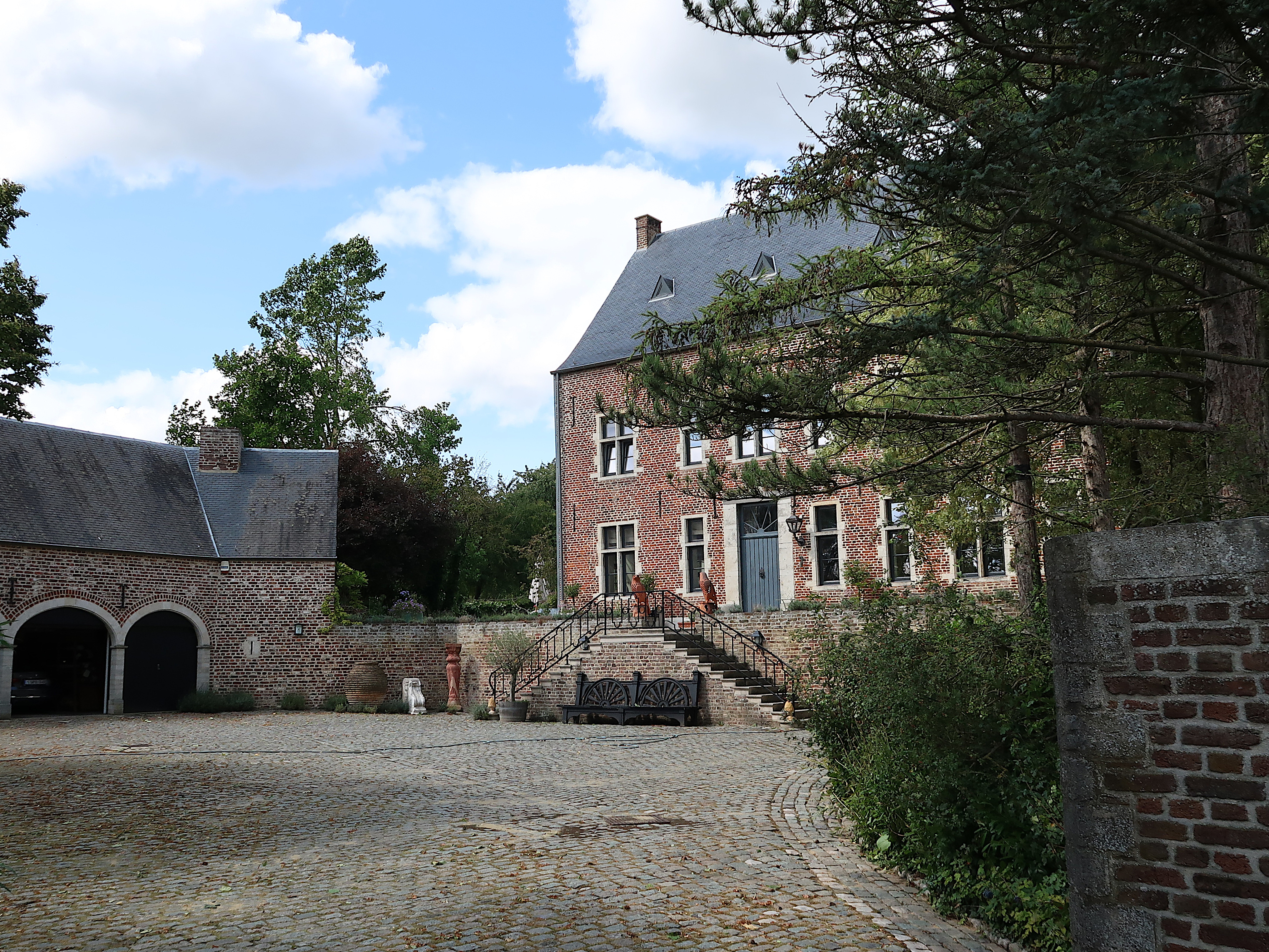
Rue de Fauconval, woning uit 1664
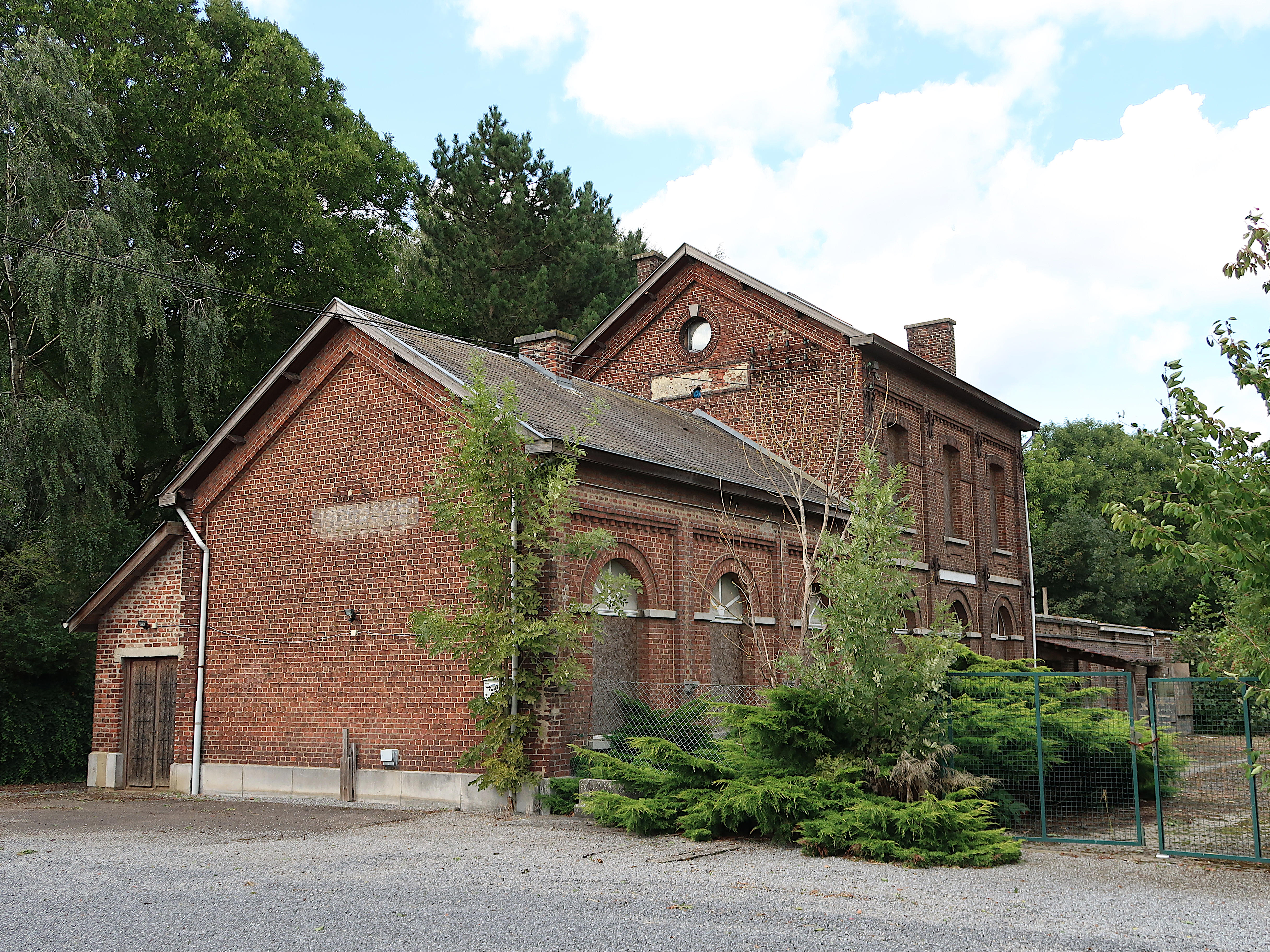
Het vroegere treinstation uit de 19e eeuw

## Natuur en landschap
De hoogte aan de kerk bedraagt 112 meter.

## Demografische ontwikkeling
- Bronnen:NIS, Opm:1831 tot en met 1970=volkstellingen, 1976= inwonersaantal op 31 december

## Nabjgelegen kernen
Molembais-Saint-Pierre, Glimes, Bomal, Autre-Église
Deelgemeenten: Autre-Église · Bomal · Geest-Gérompont-Petit-Rosière · Grand-Rosière-Hottomont · Huppaye · Mont-Saint-André · Ramillies-Offus

Overige dorpen en gehuchten: Geest-Gérompont · Gérompont · Grand-Rosière · Hédenge · Hottomont · Molembais-Saint-Pierre · Offus · Petit-Rosière

Belgische gemeenten · Arrondissement Nijvel · Waals-Brabant · Wallonië